# Namnlöstjärnen, Norrbotten
Namnlöstjärnen är en sjö i Piteå kommun i Norrbotten och ingår i Byskeälvens huvudavrinningsområde.